# ۱۵۲۴ (میلادی)
۱۵۲۴ (میلادی) هزار و پانصد و بیست و چهارمین سال تقویم میلادی است.
- ۲۴ دسامبر – واسکو دو گاما، کاشف پرتغالی